# Dobrando a Esquina
Dobrando a Esquina é um grupo de samba e choro formado em 1989 e composto por Luciane Menezes (cavaquinho/voz), Lenildo Gomes (bandolim), Marcelo Menezes (violão), Paulino Dias (percussão).

## Discografia
2003 CD Dobrando a Esquina - Independente